# Ascidia virginea
Ascidia virginea is een zakpijpensoort uit de familie van de Ascidiidae. De wetenschappelijke naam van de soort werd in 1776 voor het eerst geldig gepubliceerd door Otto Friedrich Müller.

## Beschrijving
Deze solitaire zakpijp is rechthoekig van vorm en bevestigd door een klein deel van de basis. De mantel is schoon en lichtroze of melkachtig wit van kleur. De orale sifon is terminal en de atriale sifon ligt voor kwart langs de zijkant van het lichaam. De mantel is stevig en dik en zakt weinig in bij het verzamelen. 60 mm hoog x 30 mm breed.

## Verspreiding
Ascidia virginea is wijdverbreid rond de Britse Eilanden en algemeen van Noorwegen tot aan de Middellandse Zee. Deze soort komt het meest voor op rotsachtige ondergrond og grind in beschutte of halfbelichte slibrijke omstandigheden, meestal dieper dan 10 meter.